# Hetman – Live – 15-lecie zespołu
Hetman – Live – 15-lecie zespołu – pierwszy album koncertowy zespołu Hetman. Wydany przez firmę Accord Song (numer katalogowy: Accord Song 520). Koncert został zarejestrowany 28 kwietnia 2005 w Warszawie w studiu Radia dla Ciebie – ulica Myśliwiecka 3/5/7 w programie Tort Orzechowy.

## Utwory
1. „Ty wiesz – Ja wiem” – 4:07
2. „Skazaniec” – 6:30
3. „Duch” – 4:54
4. „Okręt Widmo” – 6:40
5. „Bal na Gnojnej” – 3:57
6. „Mija Czas” – 5:18
7. „Hej, sokoły” – 3:29
8. „Złe Sny” – 6:00 (muz. J. Hertmanowski; sł. P. Kiljański)
9. „Czarny chleb i czarna kawa” – 5:12
10. „Trzy morskie opowieści” – 6:41
11. „Easy Rider” – 6:18 (muz. P. Kiljański, J. Hertmanowski; sł. P. Kiljański)

## Skład
- Jarosław „Hetman” Hertmanowski – gitara prowadząca, śpiew
- Paweł "Kiljan" Kiljański – śpiew
- Krzysztof "Eddie" Dyczkowski – gitara basowa
- Jacek „Stopa” Zieliński – perkusja
- Radek Chwieralski – gitara

Zapowiedź Marek Wiernik oraz gościnnie publiczność.